# Sandra Gasser
Sandra Gasser (* 27. Juli 1962 in Bern) ist eine ehemalige Schweizer Leichtathletin, spezialisiert auf Mittelstreckenläufe.

## Werdegang
Nachdem Sandra Gasser an den Leichtathletik-Weltmeisterschaften 1987 im 1500-Meter-Lauf den dritten Platz belegt hatte, wurde sie positiv auf Doping getestet und disqualifiziert. Sie bestreitet, gedopt zu haben, das positive Dopingresultat ist umstritten. Nach Ablauf ihrer zweijährigen Sperre gelangte sie nochmals an die Weltspitze und holte die Silbermedaille an den Halleneuropameisterschaften 1990, die Bronzemedaille an den Europameisterschaften 1990 und an den Hallenweltmeisterschaften 1993, obwohl sie in diesem Rennen vor der Ziellinie stürzte.
Sandra Gasser war siebenmal Schweizer Meisterin und hielt von 1987 an 28 Jahre lang den Schweizer Rekord im 800-Meter-Lauf mit 1:58,90 min. Am 4. Juli 2015 wurde ihr Rekord von Selina Büchel unterboten mit einer Zeit von 1:57,95 min.
Gasser ist 1,71 m gross und hatte ein Wettkampfgewicht von 52 kg.
Sie trainierte die Leichtathletin Maja Neuenschwander.

## Sportliche Erfolge
- 1984: 3. Rang Halleneuropameisterschaften (1500 m)
- 1987: 1. Rang Halleneuropameisterschaften (1500 m)
- 1990: 3. Rang Europameisterschaften (1500 m); 2. Rang Halleneuropameisterschaften (1500 m)
- 1993: 3. Rang Hallenweltmeisterschaften (1500 m)

## Persönliche Bestleistungen
- 800-Meter-Lauf: 1:58,90 min, 21. Juni 1987 in Berlin, Schweizer Rekord bis 2015
- 1000-Meter-Lauf: 2:31,51 min, 3. September 1989 in Jerez de la Frontera (Schweizer Rekord)
- 1500-Meter-Lauf: 4:01,10 min, 4. Juli 1987 in Oslo
- 3000-Meter-Lauf: 8:54,13 min, 12. Juli 1990 in Lausanne